# Ибрагимов, Мухтар Мамутович
Мухтар Мамутович Ибрагимов (узб. Muhtar Mamutovich Ibrohimov, род. 19 сентября 1972 года, Республика Каракалпакстан, Узбекская ССР, СССР) — узбекский государственный деятель, преподаватель математики и физики. С декабря 2019 года — депутат Законодательной палаты Олий Мажилиса РУз от Ходжейлийского избирательного округа № 5. Член Комитета по вопросам науки, образования, культуры и спорта.

## Биография
Ибрагимов Мухтар Мамутович родился в 1972 году в Ходжейлийском районе Республики Каракалпакстан. Узбек по национальности. В 1994 году окончил Ташкентский государственный педагогический университет. Кандидат физико-математических наук, доцент. Женат и имеет четверых детей.
Трудовую деятельность начал в 1998 году ассистентом кафедры «Математический анализ» Каракалпакского государственного университета. В 2001 году — заведующий отделом аспирантуры в этом же университете, в 2001−2003 годах — ассистент кафедры «Математический анализ», доцент, в 2003—2004 годах — начальник отдела мониторинга и внутреннего контроля, в 2004—2007 годах — заведующий кафедрой университета, декан кафедры «Математический анализ».
С 2007 года по настоящее время является проректором по учебной работе Каракалпакского государственного университета.
С 2016 года руководитель Каракалпакского отделения Общества математиков Узбекистана.